# Kanál Dunaj–Tisa–Dunaj

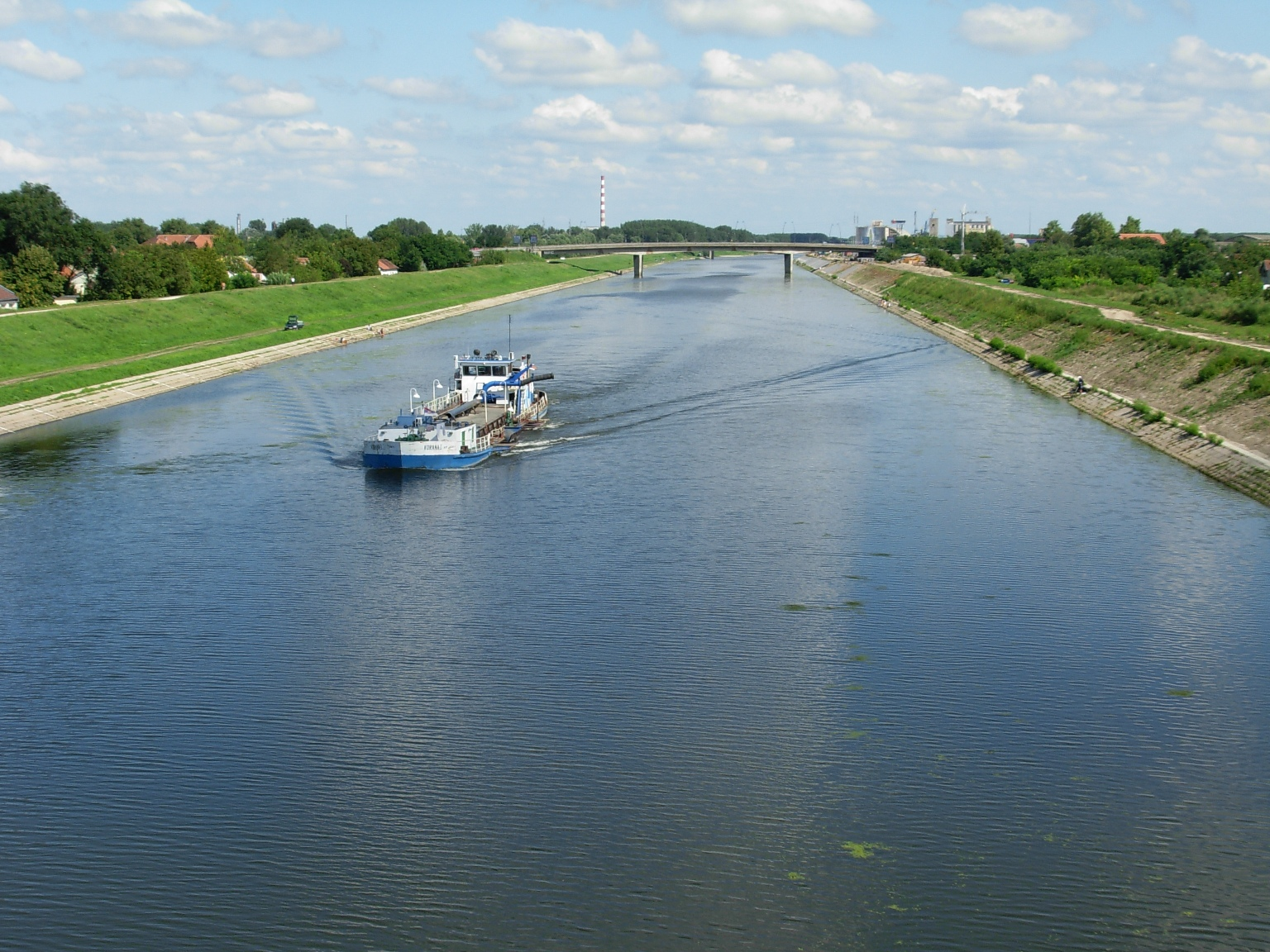
Kanál DTD v Novém Sadu

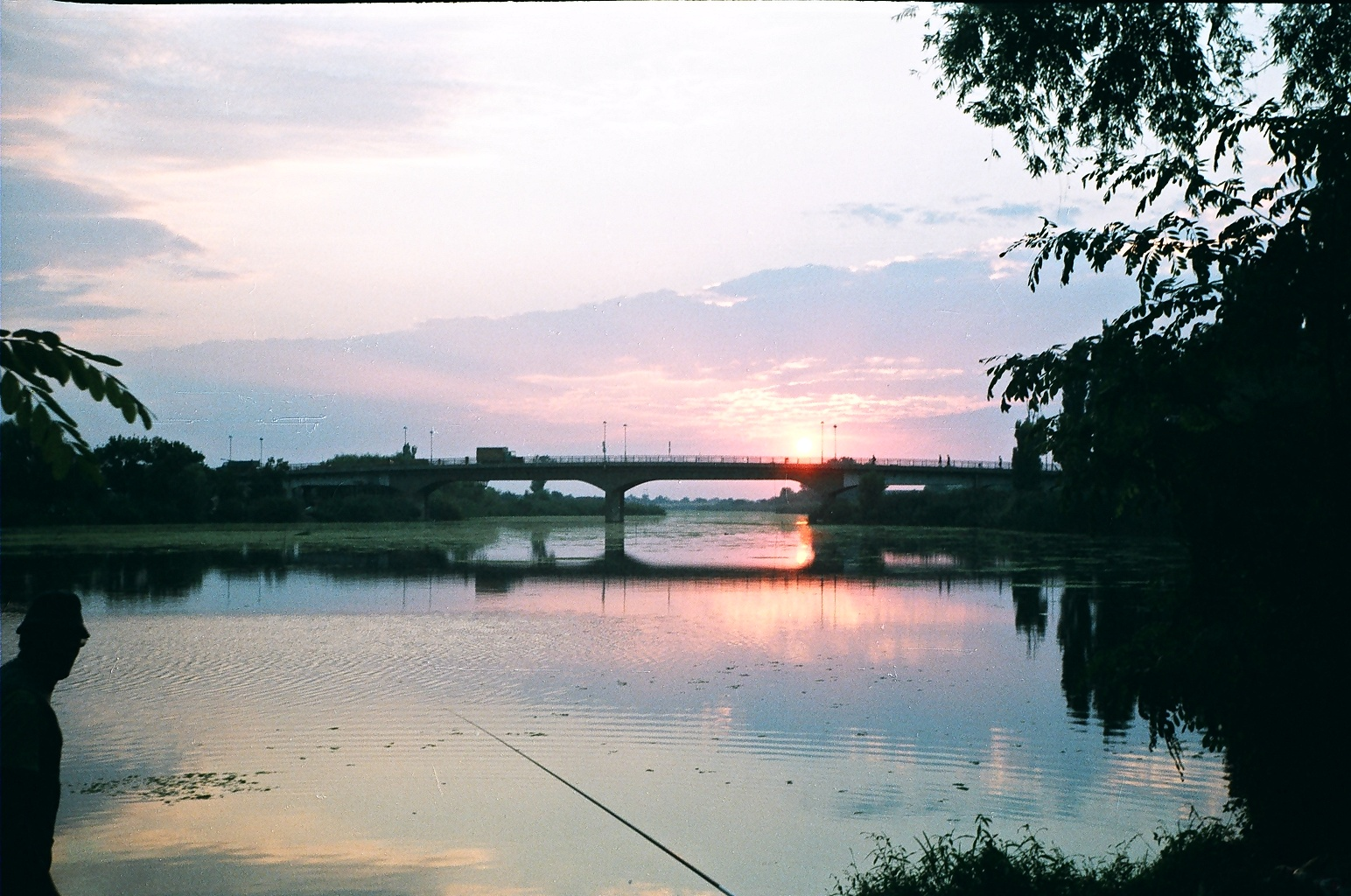
Kanál DTD ve městě Srbobran

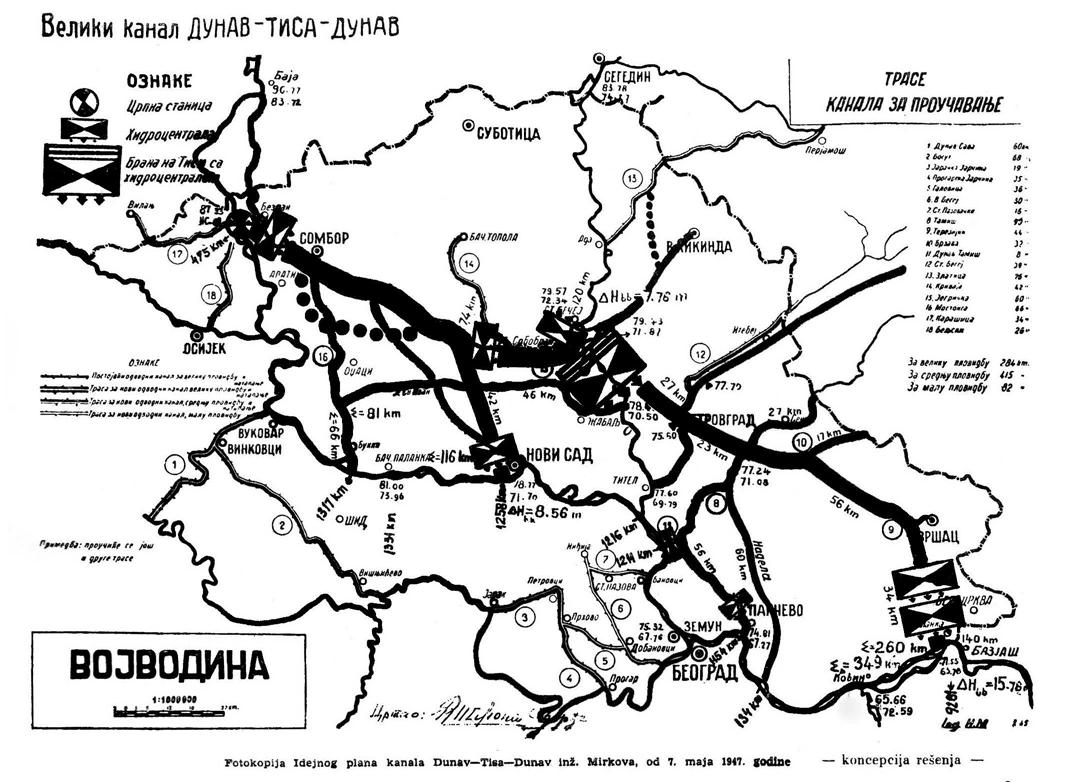
Schéma kanálu

Kanál Dunaj–Tisa–Dunaj (v srbštině Канал Дунав-Тиса-Дунав/Kanal Dunav-Tisa-Dunav, maďarsky Duna–Tisza–Duna-csatorna, zkr. ДТД/DTD) představuje síť plavebních kanálů, která se nachází na severu Srbska. Slouží jednak k říční dopravě, jednak i k odvodnění a zavlažování polí. Rozprostírá se v centrální části regionu Vojvodina severně od města Novi Sad.

## Historie
Systém kanálů byl vybudován nedlouho po příchodu Srbů do oblastí Dolních Uher, v druhé polovině 18. století.[zdroj?] Umožnil odvodnění rozsáhlých mokřad, které se nacházely v oblasti soutoku Dunaje a Tisy. Celková soustava kanálů dosáhla délky 170 km, nebyla však užívána pro říční dopravu a nejednalo se o komplexní hydrosystém. 
Teprve až po druhé světové válce byly původní Velký a malý báčský kanál modernizovány podle návrhů inženýra Nikoly Mirkova. Po mnoha letech projektování byl původní kanál rozšířen a doplněn o řadu ramen, především v oblasti východu Vojvodiny až po hranici s Rumunskem. Výstavba nových objektů, včetně novosadského přístavu, který se na kanále nachází[zdroj?] probíhala v letech 1957–1977. Od té doby délka celého systému přesahuje 900 km. Vzniklo přes deset různých zdymadel, zdrží a hrází, situovaných na klíčových místech jednotlivých ramen kanálu. Vybudováno bylo rovněž 14 přístavů pro nákladní dopravu. Nedaleko města Bečej byla pro udržení potřebné hladiny řeky Tisy vystavěna masivní sypaná hráz.[zdroj?]
Kanál Dunaj–Tisa–Dunaj byl během invaze vojsk Osy do Jugoslávie v dubnu 1941 jedním z prvních bombardovaných strategických objektů.[zdroj?]

## Využití
Kanál DTD může sloužit k zavlažování plochy o rozloze až 510 000 ha[zdroj?], nicméně v současné době se využívá v tomto směru jen velmi omezeně. Problematická ekonomická situace nejprve Jugoslávie a později samotného Srbska vedla k podfinancování údržby kanálu a následné devastaci. Kanál je zanesen, mnohé jeho části nemohou sloužit ke svému původnímu účelu a namísto k zavlažování polí a odvodňování bažin slouží spíše jako tepna, kterou se šíří znečištění. Značně omezené využití kanálu pro zavlažování vede v případě letního sucha k nižší úrodě, což způsobuje srbskému zemědělství značné finanční škody. 
Nemalou úlohu sehrál kanál DTD i v protipovodňové prevenci; po jeho dokončení podstatně kleslo riziko záplav v oblasti Bačky a Banátu, neboť se jednak zvýšil počet protipovodňových hrází, jednak bylo možné případné přívalové vlny lépe pojmout a rozptýlit na větší plochu.
Kanál byl vyprojektován i pro účely přepravy a průmyslu. Může zásobovat vodou celou řadu průmyslových provozů a továren, které se nacházejí v menších městech po jeho trase. Dimenzován byl pro přepravu až 7 milionů tun zboží za rok. 2/3 sítě kanálů bylo vybudováno jako splavných. Vzhledem k pravidelnému zanášení kanálů jsou však některá ramena velmi mělká, a proto nevhodná pro vnitrozemskou nákladní plavbu.

## Umístění
Kanál prochází (či zasahuje) na území následujících měst a obcí: Novi Sad, Rumenka, Bački Petrovac, Kulpin, Despotovo, Savino Selo, Kucura, Vrbas, Ruski Krstur, Odžaci, Karavukovo, Srpski Miletić, Srbobran, Turija, Bečej a dalších. Východní rameno sítě překonává řeku Tisu poblíž města Bečej a pokračuje banátskou rovinou až téměř k hranicím s Rumunskem. Do Dunaje se pak napojuje u vesnice Banatska Palanka, jen několik kilometrů západně od hraničního města Bela Crkva.
Kanál Dunaj–Tisa–Dunaj považován za jeden z nejrozsáhlejších inženýrských projektů, který byl na území Vojvodiny kdy vybudován.[zdroj?]